# These Are Powers
These Are Powers is een Amerikaanse experimentele noise-rockband uit New York en Chicago bestaande uit Pat Noecker, Bill Salas en Anna Barie.

## Biografie
Nadat Pat Noecker en Ron Alberton uit de band Liars gezet waren, richtten zij het kort bestaande No Things op waarmee zij één album uitbrachten. Noecker vervolgde zijn carrière door vervolgens These Are Powers op te richten. These Are Powers maakte drie albums en tekende in 2008 bij het toonaangevende onafhankelijk platenlabel Dead Oceans.
Aanvankelijk maakte de band, gelijk aan de voorafgaande bands No Things en Liars een vorm van noise rock met stilistische elementen uit de No Wave. De drummer Ted Mc Grath werd vervangen door de uit Chigaco afkomstige Bill Salas, die akoestische drums aanvult met elektronische drumpads en glitch-samples. Zangeres Anna Barie speelt op de eerste albums nog gitaar, maar op latere albums bespeelt ze nog enkel een serie elektronische effectpedalen. Ook Noecker neemt afstand van een doorsnee instrumentarium en speelt op een geprepareerde basgitaar waar een drumstok op de body geklemd is tussen de volume- en toonknoppen en vastgezet is met gaffertape. Door deze aanpassing worden de snaren onderbroken en beide snaarhelften hebben elk hun eigen pick-up, waarbij de klank op de korte kant van de Jazz bass neigt naar die van een kalimba. In februari 2010 verschijnt een ep, waarop Salas compleet afstand heeft genomen van het drumstel en nog enkel elektronisch drumt. De muziek is in de jaren veranderd in een mix van experimentele muziek, met dance en dub.
Salas is naast drummer van These Are Powers nog soloartiest onder de naam Brenmar.

## Discografie

### Albums
- Terrific Seasons (2007) Hoss Records, (opnieuw uitgebracht in 2008) Dead Oceans Records
- Taro Tarot (2008) Hoss Records, (opnieuw uitgebracht in 2008) Dead Oceans Records
- Taro Tarot (2008) Deleted Art (vinyl)
- All Aboard Future (2009) Dead Oceans

### 7 inch
- Silver Lung b/w Funeral Xylophone (2007) Elsie and Jack Recordings

### Splits
- Cockles 7" w/The Creeping Nobodies (2008) Army of Bad Luck

### Compilaties
- Love And Circuits on Cardboard Records (2007)

### Overig
- The South Angel Remixes CD-R (2006)
- These Are Powers S/T CD-R and Cassette (2006)